# Hassenbach
Hassenbach ist ein Gemeindeteil des Marktes Oberthulba im unterfränkischen Landkreis Bad Kissingen in Bayern.

## Geographische Lage
Das Kirchdorf Hassenbach liegt nördlich von Oberthulba. Die durch Hassenbach verlaufende Staatsstraße 2290 führt nordwärts nach Katzenbach, einem Gemeindeteil von Burkardroth und südwärts nach Oberthulba. Von Hassenbach führt die Kreisstraße KG 18 nach Schlimpfhof.

## Geschichte
Hassenbach liegt an der zu den Salinen von Kissingen führenden alten Salzstraße. Die erste bekannte urkundliche Erwähnung von Hassenbach stammt aus dem Jahr 1303. Zu der Zeit gehörte der Ort zum Amt Botenlauben und wechselte im Lauf der Zeit die Lehensträger. Die Bedeutung des Ortsnamens ist unsicher; er kann beispielsweise Ort am eilenden Wasser bedeuten oder auf eine Furt hindeuten. Von 1574 bis 1803 gehörte Hassenbach zum Amt Aschach, ab 1819 zum Amt Kissingen; ab 1582 ist die Zugehörigkeit des Ortes zum Zehntgericht Aschach urkundlich belegt. Ab 1588 war das bis dahin zur Kissinger Pfarrei gehörende Hassenbach Teil der Pfarrei Oberthulba und blieb es bis 1924. Etwa im Jahr 1823 entstand die alte Hassenbacher Kirche, in der 1941 eine Pietà von Tilman Riemenschneider aufgestellt wurde. Von 1924 bis 1956 war der Ort selbständige Lokalkaplanei. Im Jahr 1922 wurde Hassenbach an die Stromversorgung angeschlossen; das in den Arzenauwiesen befindliche Elektrizitätswerk wurde 1924 vom Überlandwerk übernommen. Im Jahr 1924 bekam der Ort eine Wasserleitung, im Jahr 1931 den ersten (in der Poststelle befindlichen) Telefonanschluss. Von 1961 bis 1980 wurde die Hassenbacher Flurbereinigung vollzogen. Am 1. Juli 1972 wurde Hassenbach im Rahmen der Gebietsreform in Bayern nach Oberthulba eingemeindet. Im Jahr 1985 wurde die neue Kirche von Hassenbach erbaut. Ab 2010 wurde das Gemeindehaus renoviert und das Umfeld neu gestaltet. Die Einweihung erfolgte 2013. Der neu gegründete Verein „Vereinsgemeinschaft Gemeindehaus Hassenbach ev“ kümmert sich um die Nutzung des Gebäudes.

### Bevölkerungsentwicklung
| Jahr | Einwohnerzahl |
| ---- | ------------- |
| 1910 | 305           |
| 1950 | 326           |
| 1961 | 325           |
| 1965 | 341           |
| 1970 | 373           |
| 1975 | 416           |
| 1983 | 431           |
| 2001 | etwa 520      |
| 2020 | etwa 500      |